# Чапаево (Багратионовский район)
Чапаево (нем. Grundfeld) — посёлок в Багратионовском районе Калининградской области. Входит в состав Долгоруковского сельского поселения.

## География
Располагается северо-западнее Багратионовска.

## История
До 1946 года отдельно существовали деревни Шлаутинен (прусского происхождения) и Грундфельд. В 1946 году Шлаутинен и Грундфельд были объединены, и образовался посёлок Чапаево. Другое поселение — Ерлаукен, переименовали в посёлок Петровское. В 1992 году посёлок Петровское стал частью посёлка Чапаево.
В 1910 году проживало 116 человек, в 1933 году — 123 человека, в 1939 году — 159 человек.

## Население
| 2002 | 2010 |
| ---- | ---- |
| 346  | ↘33  |